# Katedra pomocných věd historických a archivnictví Filozofické fakulty Univerzity Hradec Králové

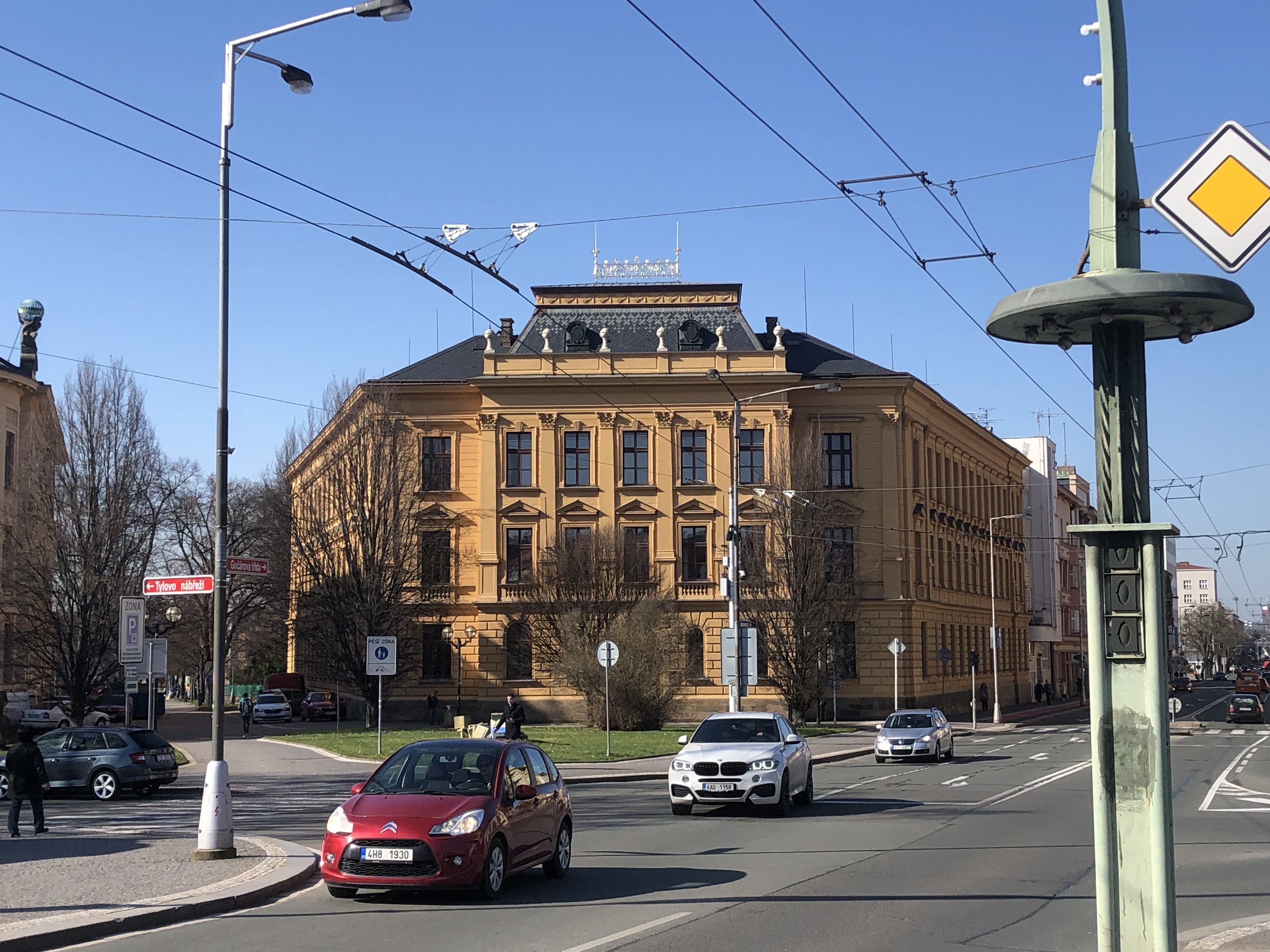
Budova Filozofické fakulty Univerzity Hradec Králové, kde katedra sídlí

Katedra pomocných věd historických a archivnictví Filozofické fakulty Univerzity Hradec Králové (zkratka KPVHA UHK) je jednou z pěti kateder Filozofické fakulty Univerzity Hradec Králové.

## Historie
Katedra byla založena roku 2005 rozdělením Ústavu historických věd na Historický ústav a KPVHA. Její první vedoucí se stala Věra Němečková. Počátkem roku 2017 vzniklo pod katedrou Centrum urbánní historie zaměřující se na výzkum městské problematiky od 13. do 20. století. V letech 2016 a 2020 spolupracovala s dalšími univerzitami a archivy v rámci projektu Brána moudrosti otevřená, během čehož se snažila o záchranu a zpřístupnění kulturního dědictví v benediktinských klášterech Broumov a Rajhrad.

### Spor s vedením fakulty
V roce 2024 došlo k vypsání výběrového řízení na společného ředitele KPVHA a HiU FF UHK. Vypsání řízení a jednání děkanátu odsoudilo tehdejší vedení KPVHA, které nechalo vypracovat právní posudky, ze kterých vyplývá, že výběrové řízení bylo vypsáno v rozporu se zákonem. Taktéž vyjádřilo obavu, že katedra přijde o svoji autonomii a že místo je již přislíbeno jednomu z pracovníků. V listopadu 2024 vznikl z iniciativy Hradecké studentské sekce České archivní společnosti otevřený dopis odsuzující netransparentnost i nelogičnost vypsání výběrového řízení. Dopis podepsala řada studentů a českých i zahraničních akademiků. Otevřený dopis zaslal i starosta Broumova Arnold Vodochodský. O výběrovém řízení jednal také Akademický senát, který za tímto účelem svolal mimořádné zasedání. Zde zaznělo, že se nejedná o snahu slučovat pracoviště a výzvy ke vzájemné spolupráci. Nebylo schváleno žádné usnesení. Dne 1. ledna 2025 se vedení katedry (stejně jako vedení historického ústavu) ujal Vojtěch Kessler.

## Studium
Katedra zajišťuje bakalářský program Historické vědy se specializací Archivnictví a bakalářský obor Digitální historické vědy. Dále pak zajišťuje navazující magisterské studium Pomocné vědy historické a archivnictví a v doktorském studiu obor Pomocné vědy historické. Dále také nabízí možnost rigorózního řízení.

## Činnost
Pod katedrou působí tři výzkumná centra: Centrum urbánní historie, Centrum regionálních církevních dějin a Centrum digitálních historických věd. Pracovníci katedry se vedle výuky soustřeďují především na interdisciplinární výzkum v oblasti církevních dějin a historie českých a moravských měst v období 16. až 20. století. Katedra spolupracuje s muzeem města Náchod na 3D digitalizaci jejich inventáře. Při katedře působí od roku 2012 studentský spolek Hradecká studentská sekce České archivní společnosti.

## Seznam vedoucích katedry
1. doc. PhDr. Věra Němečková, Ph.D. (2005–2017)
2. Mgr. Martina Bolom Kotari, Ph.D. (2017–2019)[18]
3. Mgr. Jindřich Kolda, Ph.D. (2020–2025)[19]
4. PhDr. Vojtěch Kessler, Ph.D. (od 2025)[20]